# لونجين
لونجين هي شركة ساعات سويسرية يقع مقرها الرئيسي في سانت إيميه،سويسرا.